# Úhošťanský potok
Úhošťanský potok je malý vodní tok, který protéká převážně okresem Chomutov. Je dlouhý 9,9 km, plocha jeho povodí měří 18 km² a průměrný průtok v ústí je 0,14 m³/s. Správcem toku je státní podnik Povodí Ohře.
Potok pramení v Doupovských horách ve Vojenském újezdu Hradiště v Karlovarském kraji asi 1,5 km severozápadně od Vlkaně v nadmořské výšce 650 m n. m. Po necelém kilometru opouští vojenský újezd a teče na severovýchod do Úhošťan, kde se stáčí na východ. Na pravém břehu míjí Krásný Dvoreček a pokračuje k Rokli, ve které vytéká z Doupovských hor a vtéká do Mostecké pánve. U Rokle se znovu stáčí na severovýchod, protéká Hradcem a asi půl kilometru severně od Nové Vísky u Rokle se v nadmořské výšce 285 m n. m. vlévá zprava do Ohře. Jejich soutok je součástí přírodní památky Želinský meandr.
Stupně povodňové aktivity na hlásném profilu v Úhošťanech:
- 1. SPA – vodní stav: 45 cm
- 2. SPA – vodní stav: 55 cm
- 3. SPA – vodní stav: 65 cm

V roce 1901 došlo na potoce k přívalové povodni, při které v Hradci zemřeli dva lidé a utopilo se přes sto kusů dobytka. Pod obcí Nová Víska na ostrohu obtékaném Úhošťanským potokem z jihu a východu a ze severu Ohří se nachází archeologickými nálezy doložené slovanské hradiště chráněné jako kulturní památka ČR.